# Gifu Nagaragawa Stadium
Gifu Nagaragawa Stadium – wielofunkcyjny stadion w Gifu, w Japonii. Został otwarty w 1991 roku. Może pomieścić 31 000 widzów. Swoje spotkania rozgrywają na nim piłkarze klubu FC Gifu.
Stadion został otwarty w 1991 roku. W latach 2009–2011 został zmodernizowany. Obiekt jest częścią kompleksu sportowego Gifu Memorial Center. Stadion posiada tartanową bieżnię lekkoatletyczną, którą ze wszystkich stron otaczają trybuny o łącznej pojemności 31 000 widzów, z czego 17 540 miejsc jest siedzących (w tym 9540 na trybunie głównej zlokalizowanej po zachodniej stronie). Dużą część widowni stadionu stanowią zbocza pokryte trawą.
3 czerwca 1992 roku na stadionie odbył się mecz piłkarskich reprezentacji Argentyny i Walii (1:0) w ramach turnieju Kirin Cup. W 1993 roku obiekt był jedną z aren piłkarskich mistrzostw świata do lat 17.
W 2012 roku stadion gościł ceremonie otwarcia i zamknięcia, a także zawody lekkoatletyczne podczas 67. edycji Narodowego Festiwalu Sportu. W 2018 roku na stadionie odbyły się mistrzostwa Azji juniorów w lekkiej atletyce.